# 134. pehotni polk (Italija)
134. pehotni polk Benevento (izvirno italijansko 134º Reggimento fanteria) je bil pehotni polk Kraljeve italijanske kopenske vojske.

## Zgodovina
Med prvo svetovno vojno je bil polk nastanjen na soški fronti.